# Česká digitální knihovna
Česká digitální knihovna je národní agregátor digitálních knihoven provozovaných českými knihovnami v systému Kramerius. V současné době portál umožňuje v jednotném rozhraní vyhledávání a přístup k datům zejména největších knihoven, perspektivně pak nabídne přístup k digitálním datům všech knihoven. Česká digitální knihovna slouží jako agregátor digitalizovaných novodobých knižních dokumentů pro evropskou digitální knihovnu Europeana.

## Charakteristika
Česká digitální knihovna má za cíl přinést uživatelům jednotný přístupový bod k výsledkům digitalizačních projektů českých knihoven, v současnosti roztříštěným v jednotlivých digitálních knihovnách. Digitalizace v českých knihovnách probíhá již od roku 1992, v roce 2024 je v Registru Krameriů evidováno 50 digitálních knihoven samostatně provozovaných v izolovaných instancích systému Kramerius. Portál Česká digitální knihovna by měl perspektivně umožnit prohledávat obsah většiny (ideálně všech) těchto českých digitálních knihoven. Architektura systému je vytvořena na základě parametrů centralizovaného vyhledávání. Portál průběžně sklízí metadata a plné texty z jednotlivých zapojených digitálních knihoven a vytváří z nich jednotný index pro vyhledávání. Samotné digitální dokumenty jsou v souladu s nastavením přístupových práv na základě požadavku uživatele dynamicky stahovány ze zdrojových digitálních knihoven a poskytovány uživateli v jednotném uživatelském rozhraní České digitální knihovny. 
Jádro fondů České digitální knihovny tvoří zejména digitalizované monografie a periodika vydaná od roku 1801 až do současnosti, obsahuje ale také textové dokumenty, mapy, grafiky, archiválie, zvukové nahrávky, hudebniny či rukopisy z období staršího. K nejstarším dokumentům patří například rukopis Biblia sacra, datovaný do druhé čtvrtiny 13. století. Vedle digitalizátů, které vznikly digitalizací papírových dokumentů, obsahuje digitální knihovna také moderní dokumenty již vytvořené v digitální podobě, tzv. digital born. Česká digitální knihovna je agregátorem metadat pro evropskou digitální knihovnu Europeanu a portál Knihovny.cz a poskytovatelem dat například pro projekt Obalkyknih.cz.

## Služby České digitální knihovny

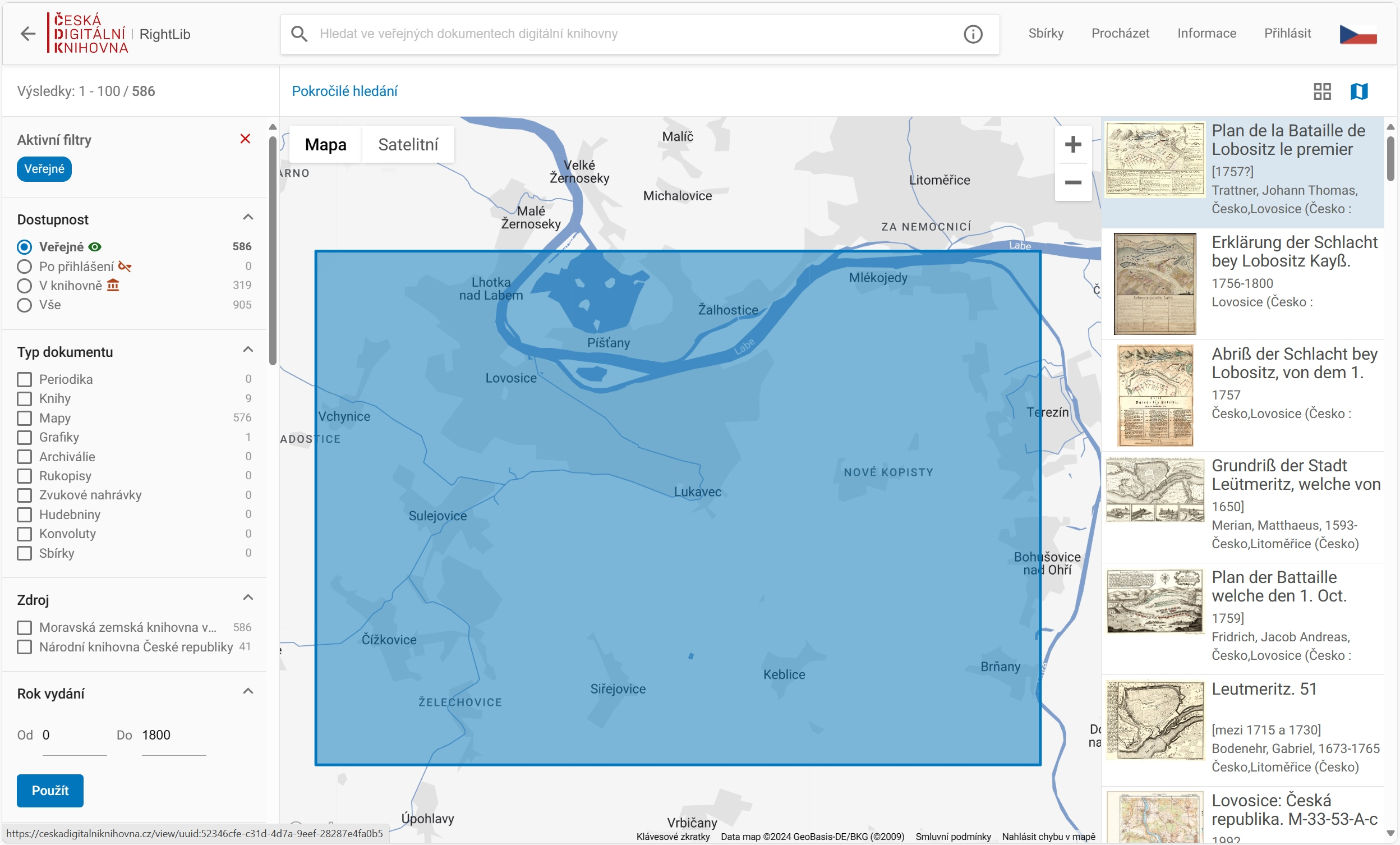
Vyhledávání map v České digitální knihovně

Jednoduché vyhledávání objektů je přístupné na vstupní stránce portálu. Prohledávána jsou jak metadata popisující jednotlivé objekty, tak i plné texty, získané z dokumentů při digitalizaci díky technologii OCR. Vyhledávání je možné omezit podle dostupnosti dokumentu pro nepřihlášeného či přihlášeného uživatele, podle typu dokumentu, zdrojové digitální knihovny, roku vydání, autora, klíčových slov, geografického názvu, žánru, nakladatele, místa vydání, místa uložení původního dokumentu nebo podle jazyka dokumentu. Výsledky vyhledávání je možné seřadit abecedně, od nejnověji přidaných nebo podle data vydání. Pro kartografické dokumenty je k dispozici možnost zobrazení výsledků vyhledávání na mapě. Pro složitější dotazy, kdy je vhodné vyhledávání omezit několika parametry, je možné využít možností pokročilého hledání s omezením hledání na konkrétní metadatové pole (např. název), případně využít možnost "Procházet" v pravém horním rohu, kde je následně možné vyhledat formu zápisu pro jednotlivé prohledávané metadatové pole (např. jméno autora, klíčové slovo nebo název nakladatele) tak, jak je přítomna v datech digitální knihovny.

## Autorský zákon a Česká digitální knihovna
Z hlediska širokého využití obsahu zpřístupňovaného Českou digitální knihovnou představuje hlavní problematickou oblast autorský zákon. V rámci omezení daných autorskoprávní legislativou není vždy možné, aby digitalizované dokumenty byly v plném rozsahu dostupné veřejnosti on-line. Jako agregátor digitálních dokumentů Česká digitální knihovna přebírá nastavený režim zpřístupnění u jednotlivých dokumentů ze zdrojových digitálních knihoven, v některých případech proto může stejný dokument být dostupný z více digitálních knihoven v různých režimech zpřístupnění (např. pokud jedna z knihoven má od držitele práv licenci pro online šíření díla).

### Volná díla
Zcela volně je možné zpřístupňovat zejména dokumenty, u nichž uplynula lhůta 70 let od úmrtí posledního ze spoluautorů (včetně např. překladatele nebo ilustrátora) a k dílu tak netrvají majetková autorská práva, dále úřední díla, nebo díla, k nimž držitel práv příslušné knihovně udělil licenci pro plné zpřístupnění. V případě, že není úmrtí relevantních nositelů práv k dílu známo, uplatňuje se zpravidla v digitálních knihovnách tzv. vyvratitelná domněnka, že u děl vydaných před 110 a více lety majetková práva uplynula. V rámci České digitální knihovny tvoří volně dostupná díla v dubnu 2024 přibližně 28 % z celkového počtu.

### Díla nedostupná na trhu
Největší skupinou dokumentů v České digitální knihovně tvoří díla, která jsou sice stále chráněná autorským zákonem, jedná se nicméně o tzv. díla nedostupná na trhu. Jedná se o slovesná díla, vydaná na území ČR, nedostupná po určité období v běžné obchodní síti (vyjma antikvariátů). Podmínkou je u monografií vydání před více než 20 lety (v roce 2024 tedy do roku 2003 včetně), v případě periodik vydaná před alespoň 10 lety. Poslední zákonnou podmínkou je zařazení takového díla na tzv. Seznam děl nedostupných na trhu provozovaný Národní knihovnou ČR. Díla splňující tyto podmínky je od roku 2021 možné, díky novele autorského zákona a následném uzavření licenční smlouvy mezi Národní knihovnou ČR a kolektivními správci DILIA a OOA-S, s určitými omezeními zpřístupňovat uživatelům online. K hlavním omezením patří podmínka přihlášení účtem některé ze zapojených knihoven a znemožnění pořizování digitální a tiskové kopie dokumentů. V rámci České digitální knihovny tvoří tzv. díla nedostupná na trhu v dubnu 2024 přibližně 44 % všech titulů.

### Autorsky chráněná díla bez možnosti vzdáleného přístupu
Zpřístupnění těchto dokumentů je v současné době možné pouze v budovách knihoven, které vlastní nebo prokazatelně vlastnily původní předlohy digitalizace. Digitální kopie děl s autorskoprávní ochranou jsou ve výsledku vyhledávání v rozhraní digitální knihovny sice zobrazeny, není však možné získat čitelnou podobu dokumentu. Zájemce o text si musí konkrétní dokument vypůjčit v knihovně (dostupnost lze vyhledat např. v Souborném katalogu ČR), nebo požádat o službu dodání dokumentu (např. Virtuální polytechnická knihovna). V rámci České digitální knihovny tvoří dokumenty bez možnosti vzdáleného přístupu v dubnu 2024 přibližně 28 % z celkového počtu titulů.

## Historie
Česká digitální knihovna byla vytvořena v rámci výzkumného projektu Knihovny Akademie věd ČR, která do roku 2022 zabezpečovala také její provoz a další rozvoj. Portál byl spuštěn v roce 2015. Finanční prostředky poskytlo Ministerstvo kultury ČR. Prvními knihovnami, které poskytly pro agregaci data svých digitálních knihoven byly Národní knihovna ČR, Moravská zemská knihovna, Knihovna Akademie věd ČR, Národní technická knihovna ČR a Studijní a vědecká knihovna v Hradci Králové. Největší kolekce dat je získána díky projektu digitalizace bohemikální knižní, časopisecké a novinové produkce Národní digitální knihovny. V roce 2022 podepsali zástupci Národní knihovny ČR, Moravské zemské knihovny a Knihovny AV ČR smlouvu o vzájemné spolupráci na zajištění další budoucnosti projektu. Národní knihovna ČR bude dle smlouvy odpovídat zejména za kurátorskou a obsahovou správu portálu, Moravská zemská knihovna za technický provoz systému a potřebné infrastruktury, Knihovna Akademie věd ČR za koordinace dalšího vývoje systému Kramerius jako hlavního softwarového řešení České digitální knihovny i všech zapojených digitálních knihoven.

## Příklady užití České digitální knihovny

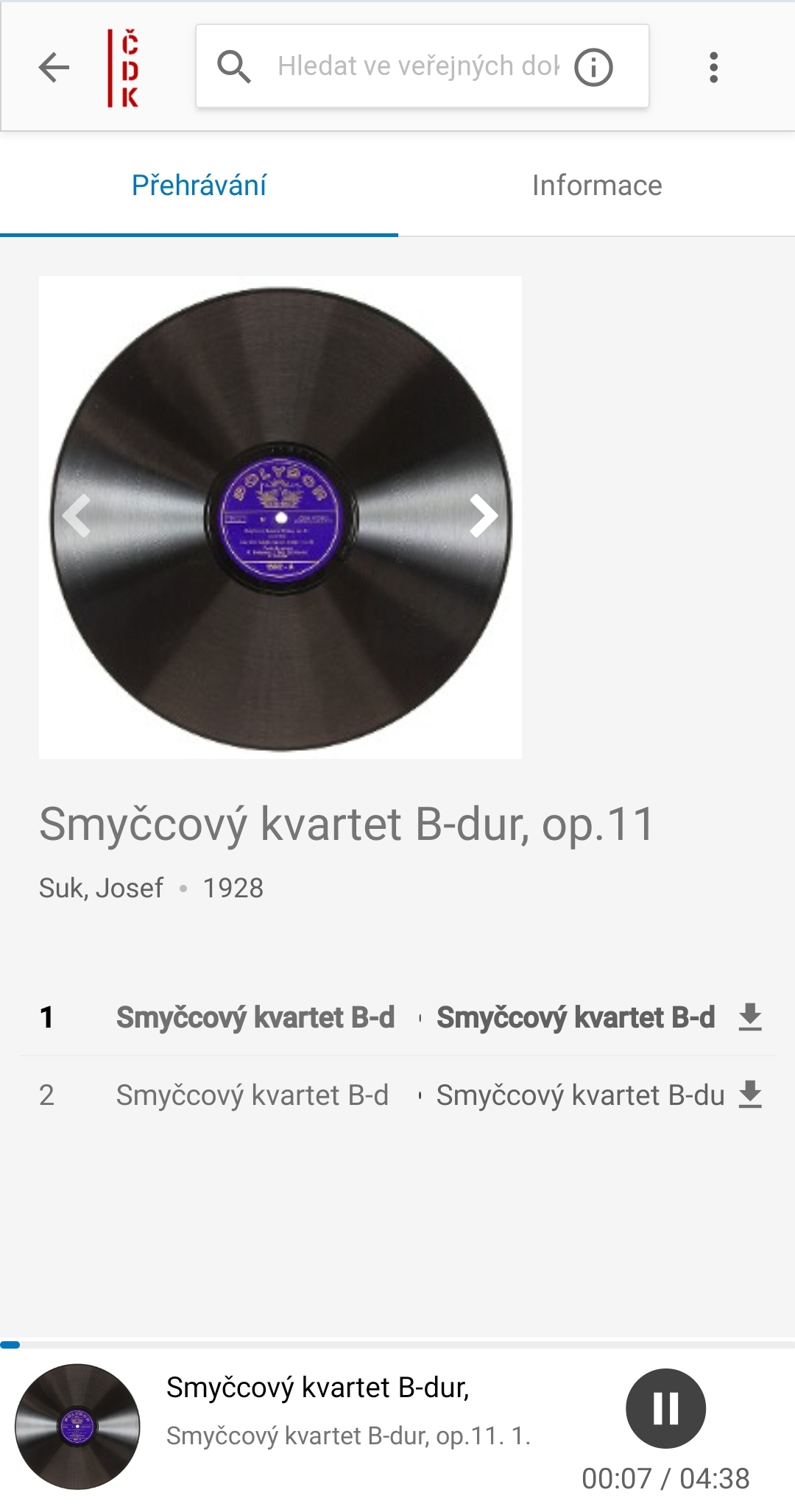
Přehrávač digitalizovaných zvukových záznamů v ČDK

### Knihovnické služby
Výzkumem uživatelských aspektů českých digitálních knihoven se dlouhodobě zabývá Aleš Brožek. Tento autor neaplikuje metody UX, ale prezentuje na zajímavých tématech strategie rešerší, které je nutné pro vyhledání potřebného textu využít.

### Genealogie
Pro genealogické výzkumy poskytuje Česká digitální knihovna široké zázemí díky fulltextovému vyhledávání. Významným zdrojem jsou společenské rubriky denního tisku, seznamy legionářů apod.

### Dějiny lidstva
Nejstarším dokumentem přístupným v portálu je Husitský teologický sborník. Velkým přínosem je kolekce novin a časopisů vydávaných na území Česka. U zájemců o dějiny do konce 19. století neplatí omezení autorského zákona a mohou díla studovat, ukládat do svých počítačů, tisknout apod.

### Výuka na školách
V rámci rámcově vzdělávacích programů lze využít Českou digitální knihovnu např. v uvedených vzdělávacích oblastech:

#### Mediální výchova
V průřezovém vzdělávacím tématu, zaměřeném na kompetence mediální gramotnosti, lze žáky a studenty prostřednictvím České digitální knihovny seznámit názorně s vývojem médií (tisk), a to jak po obsahové, tak i po grafické stránce. Vyhledávání v portálu umožní např. komparativní analýzu reportáže o typické události (požár, divadelní premiéra, povodeň, ukončení vysokoškolského studia, svatba) v tisku 19. století a v současnosti.
Vyhledáváním zpráv o vlastních předcích si mohou žáci a studenti prohloubit znalosti vlastní rodinné historie. Česká digitální knihovna je dobrým zdrojem i pro projekty jako je Paměť národa.

#### Informatika a informační a komunikační technologie
Portál umožňuje zpřístupnit práci s informačními technologiemi nad rámec výuky orientované na pouhé zvládnutí kancelářských softwarových balíků. Žáci a studenti mohou rozšířit své kompetence ve vyhledávání informací, seznámí se s technologiemi agregačních online služeb a portálů. V rámci výuky práce počítačové grafiky lze využít ilustrací z autorsky volných děl. Příklad takového díla